# Guam ai Giochi della XXX Olimpiade
Il Guam ha partecipato ai Giochi della XXX Olimpiade di Londra, che si sono svolti dal 27 luglio al 12 agosto 2012, con una delegazione di 8 atleti.

## Atletica leggera
| Atleta        | Gara  | Batterie | Batterie | Quarti          | Quarti          | Semifinali      | Semifinali      | Finale          | Finale          |
| Atleta        | Gara  | Tempo    | Pos.     | Tempo           | Pos.            | Tempo           | Pos.            | Tempo           | Pos.            |
| ------------- | ----- | -------- | -------- | --------------- | --------------- | --------------- | --------------- | --------------- | --------------- |
| Derek Mandell | 800 m | 1'58"94  | 7º       | Non qualificato | Non qualificato | Non qualificato | Non qualificato | Non qualificato | Non qualificato |

| Atleta       | Gara  | Batterie   | Batterie | Quarti          | Quarti          | Semifinali      | Semifinali      | Finale          | Finale          |
| Atleta       | Gara  | Tempo      | Pos.     | Tempo           | Pos.            | Tempo           | Pos.            | Tempo           | Pos.            |
| ------------ | ----- | ---------- | -------- | --------------- | --------------- | --------------- | --------------- | --------------- | --------------- |
| Amy Atkinson | 800 m | 2'18"53 NR | 5ª       | Non qualificata | Non qualificata | Non qualificata | Non qualificata | Non qualificata | Non qualificata |

## Ciclismo

### Mountain Bike
Maschile
| Atleta       | Evento        | Tempo              | Classifica |
| ------------ | ------------- | ------------------ | ---------- |
| Derek Horton | Cross-country | Un giro di ritardo | 42º        |

## Judo
Guam ha qualificato uno judoka.
Maschile
| Atleta           | Evento  | Preliminari               | 16-esimi                  | Ottavi               | Quarti di finale     | Semifinali           | 1º Turno ripescaggi  | Ripescaggi Quarti    | Ripescaggi Semifinali | Finale               |
| Atleta           | Evento  | Avversario Risultato      | Avversario Risultato      | Avversario Risultato | Avversario Risultato | Avversario Risultato | Avversario Risultato | Avversario Risultato | Avversario Risultato  | Avversario Risultato |
| ---------------- | ------- | ------------------------- | ------------------------- | -------------------- | -------------------- | -------------------- | -------------------- | -------------------- | --------------------- | -------------------- |
| Ricardo Blas Jr. | +100 kg | Facinet Keita V 0101–0002 | Óscar Brayson P 0101–0002 | Non qualificato      | Non qualificato      | Non qualificato      | Non qualificato      | Non qualificato      | Non qualificato       | Non qualificato      |

## Lotta

### Lotta libera
Femminile
| Atleta     | Evento | Qualificazione                              | Ottavi               | Quarti               | Semifinale           | Ripescaggio Turno 1  | Ripescaggio Turno 2  | Finale               | Classifica      |
| Atleta     | Evento | Avversario Risultato                        | Avversario Risultato | Avversario Risultato | Avversario Risultato | Avversario Risultato | Avversario Risultato | Avversario Risultato | Classifica      |
| ---------- | ------ | ------------------------------------------- | -------------------- | -------------------- | -------------------- | -------------------- | -------------------- | -------------------- | --------------- |
| Maria Dunn | +63 kg | Lubov Volosova P 0-3 Vittoria per schienata | Non qualificata      | Non qualificata      | Non qualificata      | Non qualificata      | Non qualificata      | Non qualificata      | Non qualificata |

## Nuoto
Maschile
| Atleta           | Evento            | Batteria | Batteria   | Semifinale      | Semifinale      | Finale          | Finale          |
| Atleta           | Evento            | Tempo    | Classifica | Tempo           | Classifica      | Tempo           | Classifica      |
| ---------------- | ----------------- | -------- | ---------- | --------------- | --------------- | --------------- | --------------- |
| Chris Duenas     | 100m stile libero | 53"37    | 44º        | Non qualificato | Non qualificato | Non qualificato | Non qualificato |
| Benjamin Schulte | 10 km             |          |            |                 |                 | 2:03'35"1       | 25º             |

Femminile
| Atleta        | Evento     | Batteria | Batteria   | Semifinale      | Semifinale      | Finale          | Finale          |
| Atleta        | Evento     | Tempo    | Classifica | Tempo           | Classifica      | Tempo           | Classifica      |
| ------------- | ---------- | -------- | ---------- | --------------- | --------------- | --------------- | --------------- |
| Pilar Shimizu | 100m dorso | 1'15"76  | 42ª        | Non qualificata | Non qualificata | Non qualificata | Non qualificata |